# Stefan Kapłaniak
Stefan Kapłaniak "Cenek" (Szczawnica, 10 de abril de 1933 – Chicago, 8 de agosto de 2021) foi um canoísta polaco, especialista em provas de velocidade.

## Carreira
Foi vencedor da medalha de bronze em K-2 1000 m em Roma 1960, junto com o seu colega de equipa Władysław Zieliński.

## Morte
Kapłaniak morreu em 8 de agosto de 2021, aos 88 anos de idade, em Chicago.